# 톈허구
톈허구(한국어: 천하구, 중국어: 天河区, 병음: Tīanhé Qū)는 중화인민공화국 광둥성 광저우시의 10개의 구 중 하나이다. 서쪽으로 웨슈구, 북쪽으로 바이윈 구, 남쪽으로 주강 건너 하이주 구와 접한다. 넓이는 141km2이고, 인구는 2007년 기준으로 690,000명이다.
1980년대에 도시가 확장됨에 따라 톈허는 구가 되었다. 그 당시에 둥산 구(2005년에 웨슈구와 합쳐짐)의 동쪽과 톈허 구는 전원 지역이라기 보다는 교외 지역이었다. 광저우의 대학들 대부분이 구 내에 위치해있고 나머지 부분들은 대개 논밭이다.

## 유명 건축물
- 톈허 스포츠 센터
- 광저우 도서 센터(广州购书中心)
- 중씬 광장(中信廣場, Citic Plaza)
- 광저우 동역
- 정쟈 광장(正佳广场, Grandview Plaza)

## 교통
- 기차 역으로는 광저우 동역이 위치를 하고 있다.

### 지하철
- 광저우 지하철 1호선 - 텐허 - 웨슈구 - 리완 구를 연결한다.
- 광저우 지하철 3호선 - 텐허 - 하이주 구 - 판위 구를 연결한다.
- 광저우 지하철 4호선 - 텐허 - 하이주 구를 연결한다.
- 광저우 지하철 5호선 - 텐허 - 웨슈구 - 리완 구 - 황푸 구를 연결한다.
- 광저우 지하철 8호선 - 완성웨이와 창강을 연결한다.

### 주요 도로
주요 거리로는 톈허 호를 비롯하여, 중산 대로, 황푸 대로, 광유안 로, 광저우 대로, 등이 있다.

## 행정 구역
21개 가도를 관할한다.

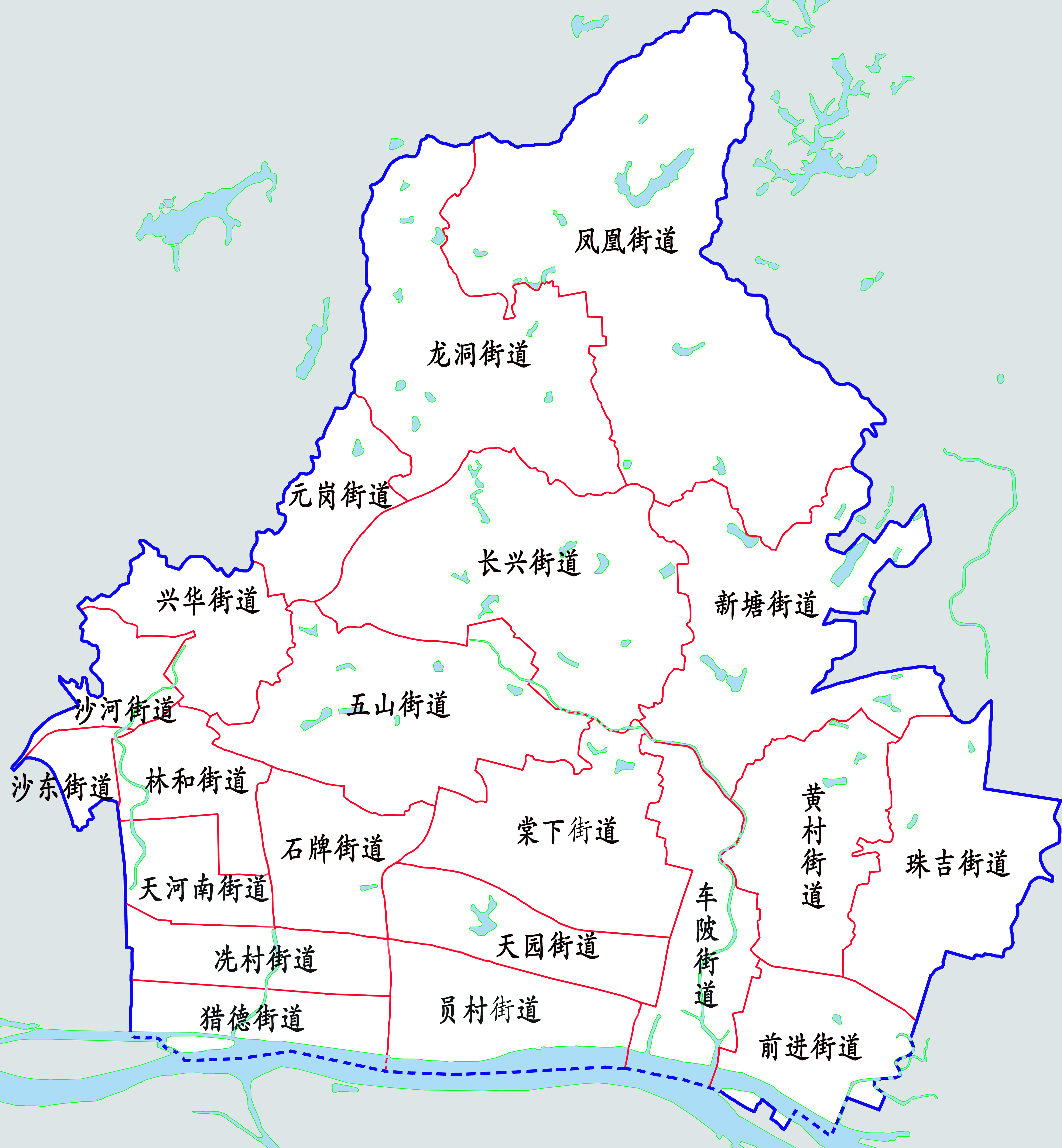
텐허구의 행정구역

- 가도: 天园街道 , 五山街道 , 员村街道 , 车陂街道 , 沙河街道 , 石牌街道 , 兴华街道 , 沙东街道 , 林和街道 , 棠下街道 , 猎德街道 , 冼村街道 , 元岗街道 , 天河南街道 , 黄村街道 , 龙洞街道 , 长兴街道 , 凤凰街道 , 前进街道 , 珠吉街道 , 新塘街道.